# Table ronde (réunion)
Pour les articles homonymes, voir Table ronde (homonymie).

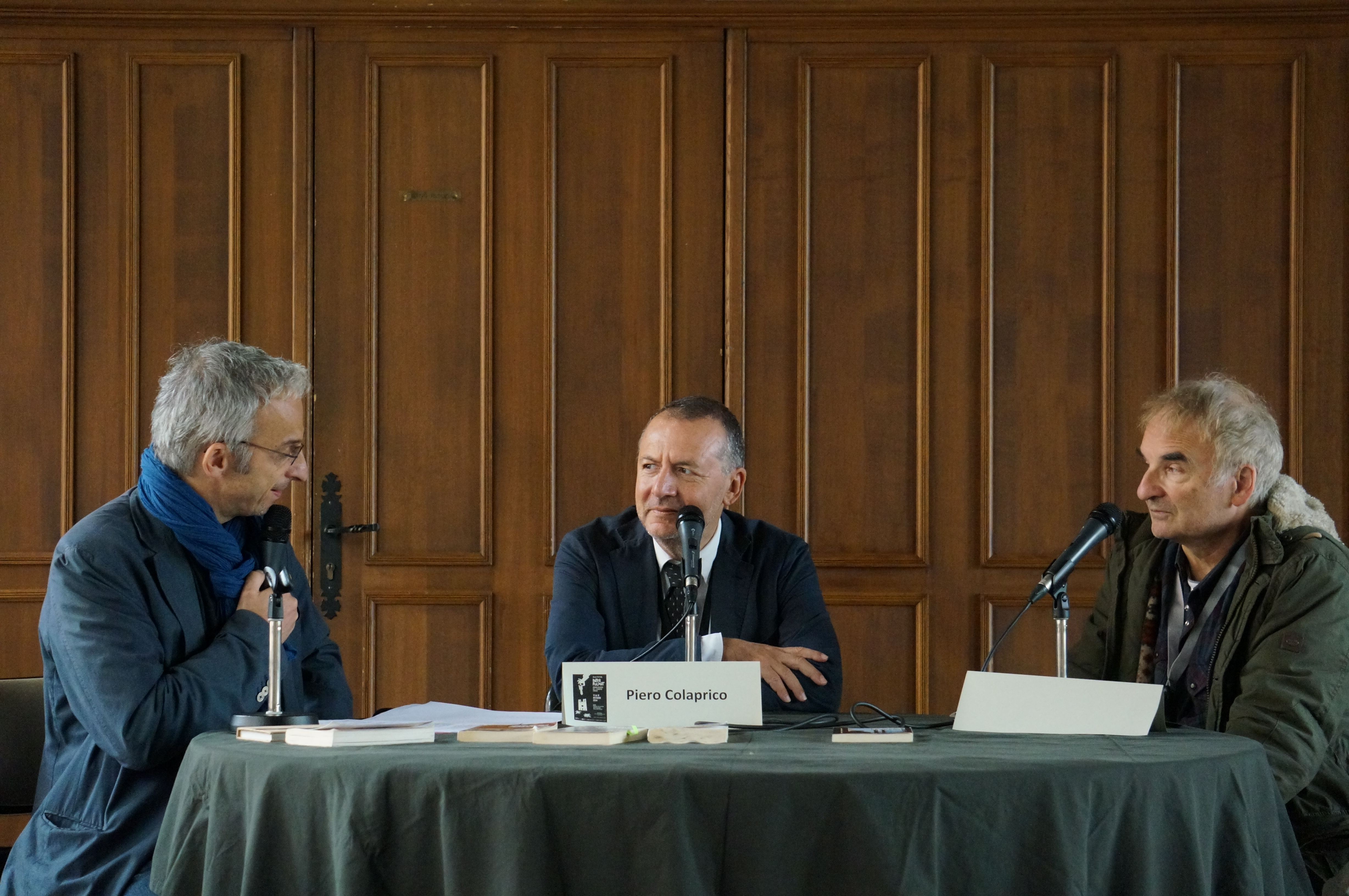
Discussion autour d'une table ronde

Une table ronde est une forme de réunion ou d'assemblée dans laquelle les participants débattent d'un sujet en exprimant les différents points de vue. Toutes les opinions sont reçues par le groupe sans discrimination, à égalité.

## But
Le but d'une table ronde peut être :
- d'exposer les différents points de vue, par exemple les émissions de télévision
- approfondir le thème de la réunion
- négocier entre partenaires.